# Painita
La painita és un mineral de la classe dels borats. Rep el seu nom d'Arthur Charles Davy Pain (1901-1971), mineralogista i gemmòleg britànic.

## Característiques
La painita és un borat de fórmula química CaZrAl₉(BO₃)O₁₅. Cristal·litza en el sistema hexagonal. La seva duresa a l'escala de Mohs és 8.
Segons la classificació de Nickel-Strunz, la painita pertany a «06.AB: borats amb anions addicionals; 1(D) + OH, etc.» juntament amb els següents minerals: hambergita, berborita, jeremejevita, warwickita, yuanfuliïta, karlita, azoproïta, bonaccordita, fredrikssonita, ludwigita, vonsenita, pinakiolita, blatterita, chestermanita, ortopinakiolita, takeuchiïta, hulsita, magnesiohulsita, aluminomagnesiohulsita, fluoborita, hidroxilborita, shabynita, wightmanita, gaudefroyita, sakhaïta, harkerita, pertsevita-(F), pertsevita-(OH) i jacquesdietrichita.

## Formació i jaciments
Va ser descoberta l'any 1956 a Ohngaing, a la municipalitat de Mogok, un indret pertanyent al districte de Pyin-Oo-Lwin, a Mandalay (Myanmar), on es troba associada a flogopita i corindó. Aquesta espècie ha estat descrita únicament en aquest país, a on es poden trobar una desena de jaciments entre les divisions de Mandalay i Kachin.